# Mörttjärnen (Bodsjö socken, Jämtland, 695968-145265)
Mörttjärnen är en sjö i Bräcke kommun i Jämtland och ingår i Ljungans huvudavrinningsområde.